# Martha Dreesbach

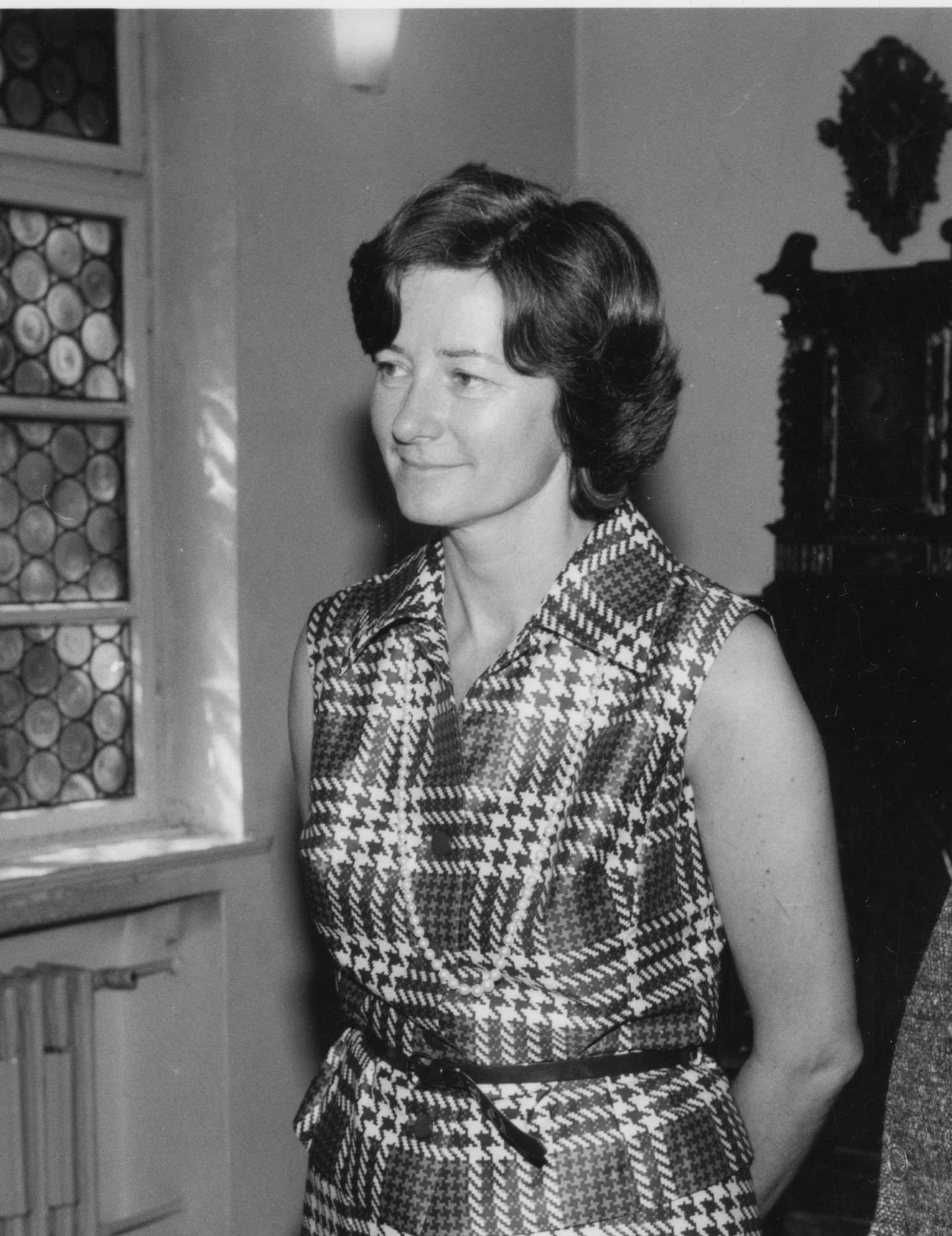
Martha Dreesbach

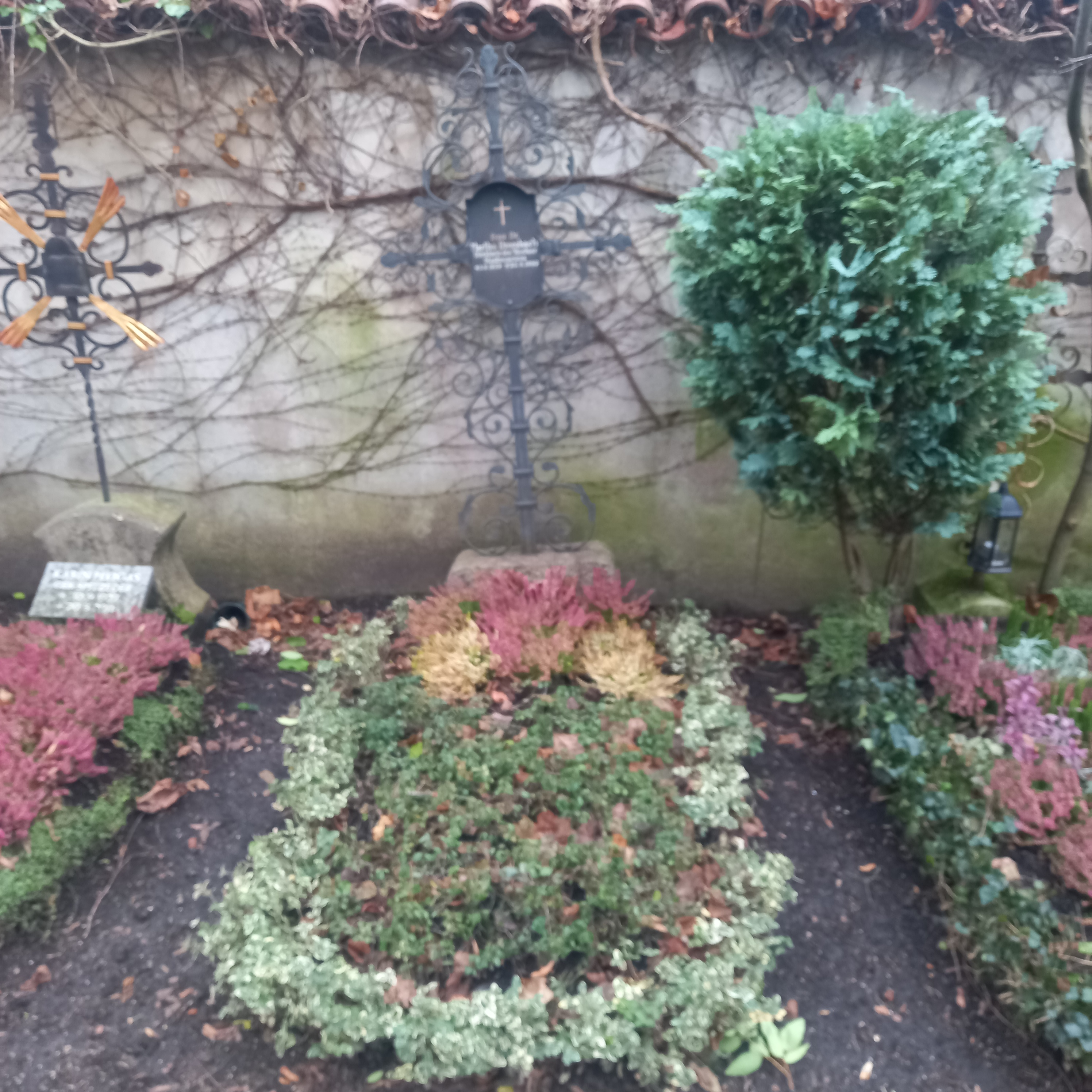
Das Grab von Martha Dreesbach auf dem Bogenhausener Friedhof in München

Martha Dreesbach (* 3. September 1929 in Düsseldorf; † 25. August 1980 in München) war eine deutsche Kunsthistorikerin und von 1969 bis 1980 Direktorin des Münchner Stadtmuseums.

## Leben
Dreesbach war die Tochter eines Architekten. Sie studierte Kunstgeschichte in Mainz, Zürich und München. 1957 wurde sie an der Ludwig-Maximilians-Universität München bei Hans Sedlmayr über Desiderius Lenz zur Wesensbestimmung der Beuroner Kunst zum Dr. phil. promoviert. Bereits vor der Promotion war sie als Mitarbeiterin der Bibliographie zur Bayerischen Kunstgeschichte tätig.
Nach ihrem Studium begann Dreesbach, als erste wissenschaftliche Mitarbeiterin am Münchner Stadtmuseum zu arbeiten. Ab 1958 war sie dort für die Inventarisierung zurückgekehrter Auslagerungsbestände zuständig. Nachdem die von ihr mitgestaltete Ausstellung „Bayerische Frömmigkeit“ (1960) ein Erfolg war, stieg sie 1963 zur Stellvertreterin und designierten Nachfolgerin des damaligen Museumsdirektors Max Heiß auf. 1969 wurde sie vom Münchner Stadtrat zur Direktorin des Münchner Stadtmuseums ernannt. Ausgestattet mit einem relativ großen Etat stärkte sie einzelne Abteilungen, wie das Foto- und Filmmuseum mit dem ersten kommunalen Kino Deutschlands und das Brauereimuseum. Sie erweiterte wesentlich die Sammlungen des Museums, so entstand unter anderem die größte europäische Puppentheater-Sammlung. Auch die Sammlungen der Musikalien, Plakate, Textilien (mit der Von Parish Kostümbibliothek), Waffen und Populärgrafik wuchsen an. In den 1970er Jahren fanden viele architektur- und kunstgeschichtliche Ausstellungen im Stadtmuseum statt, zum Teil in Zusammenarbeit mit der Technischen Hochschule, die mit zur starken Frequentierung des Museums beitrugen. Zu den bedeutendsten gehörte die Ausstellung „Die Zwanziger Jahre in München“ (1979), die Dreesbach zusammen mit Christoph Stölzl leitete. In Dreesbachs Amtszeit fällt auch die Wiederherstellung des Ignaz-Günther-Hauses, das später zum Sitz der Museumsverwaltung wurde. 1977 veröffentlichte sie eine Chronik des Stadtmuseums München.
1980 starb Martha Dreesbach im Alter von 50 Jahren nach langer Krankheit, sie wurde auf dem Bogenhausener Friedhof beigesetzt. Im selben Jahr trat Christoph Stölzl die Nachfolge als Direktor des Stadtmuseums an.

## Veröffentlichungen (Auswahl)
- Pater Desiderius Lenz OSB von Beuron, Theorie und Werk: zur Wesensbestimmung der Beuroner Kunst. Verlag der Bayerischen Benediktinerakademie, München 1957.
- Martha Dreesbach, Margot Pachali: München im Bild: aus der Sammlung Carlo Proebst. F. Bruckmann, München 1968.
- Adam Hell, Charlotte Angeletti, Martha Dreesbach: Altomünster: ein bayerisches Kloster in europäischer Sicht. Ausstellung im Münchner Stadtmuseum, 21. August bis 7. Oktober 1973. K.M. Lipp, München 1973.
- Das Münchner Stadtmuseum. Eine Chronik. (= Schriften des Münchner Stadtmuseums. Band 6). Münchner Stadtmuseum, München 1977, DNB 780549740.
- Die Münchner Möbel-Werkstätten und ihre Entwerfer. In: Christoph Stölzl, Martha Dreesbach: Die Zwanziger Jahre in München. (= Schriften des Münchner Stadtmuseums, 8.) München 1979, S. 167–177.
- Günther Wolfbauer, Martha Dreesbach: Zwischen Flirt und Liebe. Im Münchner Stadtmuseum. In: München Mosaik. 5,1/2, 1979, S. 4–11.